# Carl Johnsson (fotbollsspelare)
Carl Erik Johnsson, född 17 februari 1908 i Lundby församling, död 23 september 1989 i Göteborg, var en svensk fotbollsspelare (högerhalv) som representerade Gais åren 1929/1930 till 1939/1940.

## Karriär
Johnsson kom till Gais från klubben Frigga. Han spelade en handfull matcher för Gais i allsvenskan både säsongen 1929/1930 och 1930/1931, och var sedan ordinarie från 1931/1932 till 1936/1937. Han bildade tillsammans med Helge Liljebjörn och Harry "Båten" Johansson en klassisk halvbackstrio för Gais. Säsongen 1937/1938 blev det bara 6 matcher för Johnsson när Gais åkte ur allsvenskan, men säsongen därpå var han återigen ordinarie i division II. Säsongen 1939/1940 spelade han dock bara 3 matcher i andradivisionen. Totalt gjorde han 163 matcher och 3 mål för Gais.

### Landslagskarriär
Johnsson spelade tre A-landskamper för Sverige år 1932, mot Belgien (3–1), Danmark (1–3) och Tyskland (3–4).

## Spelstil
Johnsson beskrivs som en anonym storhet och en verklig klippa som sällan missade en match och ännu mer sällan gjorde en dålig.

## Gravplats
Carl Johnsson är gravsatt på Östra kyrkogården i Göteborg.